# Intel Atom
(Dichiarazione rilasciata da Intel riguardo ai motivi della scelta del nome Atom.)
Atom è il nome commerciale di una serie di microprocessori x86 sviluppati da Intel espressamente per il settore dei dispositivi ultra portatili, UMPC e MID, e notebook/desktop di fascia molto economica (conosciuti rispettivamente come Netbook e Nettop), che sono comparsi sul mercato il 2 aprile 2008 grazie al core Silverthorne. Si tratta quindi di una nuova famiglia di CPU dalle piccolissime dimensioni e dai consumi estremamente contenuti.
Così come aveva già fatto anche in occasione della presentazione dei processori Core 2 Duo in cui aveva accorpato sotto lo stesso nome commerciale 2 progetti distinti (Merom e Conroe), destinati rispettivamente al settore mobile e al settore desktop, anche per il nuovo marchio Atom Intel ha deciso di offrire CPU diverse a seconda dell'ambito di impiego (Silverthorne per gli UMPC e Diamondville per i sistemi notebook/desktop a basso costo).

## Motivi del nuovo nome commerciale
Nel corso del 2007 Intel aveva più volte ribadito di ritenere il settore dei sistemi UMPC e MID molto promettente per il futuro, e a questo si è aggiunta la sempre maggior popolarità dei sistemi completi a costo molto contenuto come l'ASUS Eee PC (un Netbook da circa 300 $) e i sistemi destinati ai paesi in via di sviluppo (i progetti OLPC e ClassMate che puntano a realizzare notebook da soli 100 $). Tutto questo ha ovviamente creato un potenziale nuovo mercato, sostenuto anche dalle pressioni di produttori quali Acer che necessitavano di processori specifici per i loro prodotti (come l'Acer Aspire One), e che non poteva passare inosservato agli occhi di una grande azienda come Intel.
Le prime CPU per i sistemi UMPC (ad esempio il processore Stealey) erano in realtà adattamenti di soluzioni sviluppate per altri settori, ma data l'importanza del nuovo settore, Intel ha deciso di sviluppare CPU espressamente pensate fin dall'inizio per le nuove destinazioni d'uso e soprattutto di creare un nome commerciale univoco che consentisse al grande pubblico di identificare facilmente i nuovi prodotti: tale nome è diventato appunto "Atom" che, tra l'altro, nelle varianti destinate agli UMPC sfrutta anche la notorietà del marchio Centrino (originariamente introdotto nel 2003 per i sistemi notebook) grazie alla nuova piattaforma Centrino Atom.

## Diversi settori di mercato
Come detto sopra, Intel ha deciso di offrire la CPU Atom in soluzioni di diverso tipo: in primo luogo per i sistemi UMPC abbinandoli alla piattaforma Centrino Atom e indicandoli attraverso il processor number della serie "Zxxx", e successivamente anche nei sistemi notebook e desktop di fascia più bassa, appartenenti invece alle serie "xxx" e "Nxxx". In questo caso quindi Intel commercializza sotto il marchio Atom delle CPU che hanno costi finali ancora più contenuti di quanto già possibile con le soluzioni Celeron, in particolare le sue diverse varianti Celeron D, Celeron (serie xxx), Celeron Dual Core e Celeron M.

## Caratteristiche principali delle varie evoluzioni di Atom

### Settore UMPC e MID

#### Silverthorne
Silverthorne è il primo processore Intel espressamente sviluppato per il settore dei sistemi UMPC e MID ed è alla base della piattaforma Menlow che è in sostanza la prima generazione della nuova piattaforma commerciale Centrino Atom ed è arrivato il 2 aprile 2008. Si tratta di un processore basato su una variante dell'architettura Intel Core Microarchitecture (utilizzata da Intel negli altri settori di mercato), ma rimane una CPU di tipo single core prodotta mediante il processo produttivo a 45 nm; tutto questo garantisce un consumo massimo di circa 2,5 W.

#### Lincroft
Lincroft sarà il successore di Silverthorne per i sistemi UMPC e sarà il primo processore System on a Chip (SoC) realizzato dalla casa e dovrebbe avere consumi 10 volte inferiori rispetto al predecessore integrando, tra le altre cose, anche il sottosistema grafico. Verrà abbinato alla piattaforma Moorestown che quasi certamente costituirà la seconda generazione della piattaforma Centrino Atom.

#### Medfield
Medfield sarà l'evoluzione a 32 nm di Lincroft e unirà in un solo SoC anche le funzionalità di I/O; il suo arrivo è previsto per il 2010.

### Settore notebook/desktop di fascia più bassa

#### Diamondville
Diamondville (hardware) è stato presentato il 3 giugno 2008 e inizialmente è disponibile solo in versioni single core; il 22 settembre è arrivata anche la prima variante dual core. Viene commercializzato direttamente saldato alla scheda madre ad un costo complessivo di circa 50 $.
Una board miniITX è disponibile direttamente da Intel

#### Pineview
Il successore di Diamondville si chiama Pineview (hardware), basato sulla stessa architettura di Lincroft, quindi dotato anche del sottosistema grafico integrato ma disponibile anche in versioni dual core con tecnologia Hyper-Threading.

## Modelli arrivati sul mercato
La tabella seguente mostra i modelli di Atom arrivati sul mercato. Molti di questi condividono caratteristiche comuni pur essendo basati su diversi core; per questo motivo, allo scopo di rendere maggiormente evidente tali affinità e "alleggerire" la visualizzazione alcune colonne mostrano un valore comune a più righe. Di seguito anche una legenda dei termini (alcuni abbreviati) usati per l'intestazione delle colonne:
- Nome Commerciale: si intende il nome con cui è stato immesso in commercio quel particolare esemplare.
- Data: si intende la data di immissione sul mercato di quel particolare esemplare
- Socket: lo zoccolo della scheda madre in cui viene inserito il processore. In questo caso il numero rappresenta oltre al nome anche il numero dei pin di contatto.
- N°C.: sta per "N°Core" e si intende il numero di core montati sul package: 1 se "single core" o 2 se "dual core".
- Clock: la frequenza di funzionamento del processore.
- Molt.: sta per "Moltiplicatore" ovvero il fattore di moltiplicazione per il quale bisogna moltiplicare la frequenza di bus per ottenere la frequenza del processore.
- Pr.Prod.: sta per "Processo produttivo" e indica tipicamente la dimensione dei gate dei transistors (180 nm, 130 nm, 90 nm) e il numero di transistor integrati nel processore espresso in milioni.
- Voltag.: sta per "voltaggio" e indica la tensione di alimentazione del processore.
- Watt: si intende il consumo massimo di quel particolare esemplare.
- Bus: frequenza del bus di sistema.
- cache: dimensione delle cache di 1º, 2º e 3º livello.
- XD: sta per "XD-bit" e indica l'implementazione della tecnologia di sicurezza che evita l'esecuzione di codice malevolo sul computer.
- 64: sta per "EM64T" ovvero l'implementazione della tecnologia a 64 bit di Intel.
- HT: sta per "Hyper-Threading" e indica l'implementazione della esclusiva tecnologia Intel che consente al sistema operativo di vedere 2 core logici.
- ST: sta per "SpeedStep Technology" ovvero la tecnologia di risparmio energetico sviluppata da Intel e inserita negli ultimi Pentium 4 Prescott serie 6xx per contenere il consumo massimo.
- VT: sta per "Vanderpool Technology", la tecnologia di virtualizzazione che rende possibile l'esecuzione simultanea di più sistemi operativi differenti contemporaneamente.
- GPU: unità grafica.
- Core: si intende il nome in codice del progetto alla base di quel particolare esemplare.

| Nome Commerciale | Data        | Socket | N°C. | Clock    | Molt. | Pr.Prod.       | Voltag. | Watt   | Bus     | cache                 | XD | 64 | HT | ST | VT | GPU | Core         |
| ---------------- | ----------- | ------ | ---- | -------- | ----- | -------------- | ------- | ------ | ------- | --------------------- | -- | -- | -- | -- | -- | --- | ------------ |
| Atom Z500        | 2/apr/2008  | 441    | 1    | 800 MHz  | 8x    | 45 nm 47 mil.  | 1,2 V   | 0,65 W | 400 MHz | L1=56KB L2=512 KB     | Sì | No | No | Sì | Sì | No  | Silverthorne |
| Atom Z510        | 2/apr/2008  | 441    | 1    | 1,1 GHz  | 11x   | 45 nm 47 mil.  | 1,2 V   | 2 W    | 400 MHz | L1=56KB L2=512 KB     | Sì | No | No | Sì | Sì | No  | Silverthorne |
| Atom Z520        | 2/apr/2008  | 441    | 1    | 1,33 GHz | 10x   | 45 nm 47 mil.  | 1,2 V   | 2 W    | 533 MHz | L1=56KB L2=512 KB     | Sì | No | Sì | Sì | Sì | No  | Silverthorne |
| Atom Z530        | 2/apr/2008  | 441    | 1    | 1,6 GHz  | 12x   | 45 nm 47 mil.  | 1,2 V   | 2 W    | 533 MHz | L1=56KB L2=512 KB     | Sì | No | Sì | Sì | Sì | No  | Silverthorne |
| Atom Z540        | 2/apr/2008  | 441    | 1    | 1,86 GHz | 14x   | 45 nm 47 mil.  | 1,2 V   | 2,4 W  | 533 MHz | L1=56KB L2=512 KB     | Sì | No | Sì | Sì | Sì | No  | Silverthorne |
| Atom 230         | 3/giu/2008  | 437    | 1    | 1,6 GHz  | 12x   | 45 nm 47 mil.  | 1,2 V   | 4 W    | 533 MHz | L1=56KB L2=512 KB     | Sì | Sì | Sì | No | No | No  | Diamondville |
| Atom N270        | 3/giu/2008  | 437    | 1    | 1,6 GHz  | 12x   | 45 nm 47 mil.  | 1,2 V   | 2,5 W  | 533 MHz | L1=56KB L2=512 KB     | Sì | No | Sì | Sì | No | No  | Diamondville |
| Atom 330         | 22/set/2008 | 437    | 2    | 1,6 GHz  | 12x   | 45 nm 94 mil.  | 1,2 V   | 8 W    | 533 MHz | L1=2x56KB L2=2x512 KB | Sì | Sì | Sì | No | No | No  | Diamondville |
| Atom N280        | /feb/2009   | 437    | 1    | 1,66 GHz | 10x   | 45 nm 47 mil.  | 1,2 V   | 2,5 W  | 667 MHz | L1=56KB L2=512 KB     | Sì | No | Sì | Sì | No | No  | Diamondville |
| Atom N450        | /gen/2010   | 559    | 1    | 1,66 GHz | 10x   | 45 nm 123 mil. | 1,2 V   | 5,5 W  | 667 MHz | L1=56KB L2=512 KB     | Sì | Sì | Sì | Sì | No | Sì  | Pineview     |

| Modello   | SPEC-Code | Clock in MHz | L2-Cache in KiB | TDP in Watt | SpeedStep | RAM-Typen  | Data    |
| --------- | --------- | ------------ | --------------- | ----------- | --------- | ---------- | ------- |
| Atom N455 | SLBX9     | 1666         | 512             | 6,5         | si        | DDR2, DDR3 | 06/2010 |
| Atom N470 | SLBMF     | 1833         | 512             | 6,5         | si        | DDR2       | 03/2010 |
| Atom N475 | SLBX5     | 1833         | 512             | 6,5         | si        | DDR2, DDR3 | 06/2010 |

## Tecnologia Lpia
Lpia è un acronimo per low-power on Intel architecture.
Questa architettura è realizzata da Intel per supportare i nuovi mobile internet Devices e che si pone come obiettivo primario quello di estendere la vita delle batterie dei dispositivi handheld.
Lpia è compatibile con l'architettura x86 ma per ottimizzare le performance del processore Atom e per sfruttare al meglio le sue tecnologie di risparmio energetico, si rende necessario modificare alcuni flag in fase di compilazione dei sorgenti.
L'architettura lpia è sfruttata soprattutto nei netbook con processore Atom.